# 州間高速道路ハワイ1号線
州間高速道路ハワイ1号線 (しゅうかんこうそくどうろハワイ1ごうせん、英語: Interstate H-1、H-1) とは、アメリカ合衆国の州間高速道路で、ハワイのオアフ島内を結ぶ高速道路である。アメリカで最も西にある高速道路である。
州間高速道路ハワイ1号線の"ハワイ"の部分を略して、H1号線などと呼ばれることもある。

## 概要
H1号線の最西端はハワイ州道93号線、最東端はハワイ州道72号線に接続している。
H1号線の起点は、カポレイのキャンベル工業団地付近である。カポレイのハワイ州道93号線から接続し、ワイアナエの方向にのびる。
途中、ヒッカム空軍基地、真珠湾を通過し、ホノルルのハワイ州道72号線に接続し、そこが終点となる。

## 通過する主要な都市
- ワイアナエ
- ホノルル